# Девички манастир
Девичкият манастир е православен и се намира по долината на Дреница в Косово под основния венец възвишения носещи същото име. 

## История
Съграден е в 1434 година от туко-що получилия деспотска титла Георги Бранкович. Според преданието манастирът е построен на мястото, където се е подвизавал в края на дните си пустинникът Йоан Девички, погребан тук в 1430 година и дошъл по тези места от Църна река.
Част от иконите в католикона са дело на видния дебърски майстор Димитър Папрадишки.